# Zlaté maliny za rok 2004
25. výroční Zlatá malina byla vyhlášena v Ivar Theatre v Hollywoodu. K oslavě 25. výročí byly vyhlášeny i ceny nejhorších filmů za prvních 25 let. Nejvíce nominací, sedm, získal film Catwoman. K dvacátému pátému výročí udílení cen bylo vyhlášeno také několik speciálních kategorií. Kritiku vzbudilo to, že Zlaté maliny v tomto ročníku upustili od tradice nevyjadřování se k politice. Nominován byl totiž film, který nebyl kritickým ani diváckým neúspěchem – Fahrenheit 9/11.
Divadlo bylo pronajato za peníze utržené za zlomenou Zlatou Malinu Bena Afflecka z loňského ročníku. Halle Berryová převzala svou Malinu osobně.

## Nominace
| Kategorie                                          | Nominace (vítěz tučně) |
| -------------------------------------------------- | --- |
| Nejhorší film                                      | Catwoman (Warner Bros.) |
| Nejhorší film                                      | Alexander Veliký (Warner Bros.) |
| Nejhorší film                                      | Supersmradi - Malí Géniové 2 (Triumph Films)                                                                                             |
| Nejhorší film                                      | Přežít Vánoce (DreamWorks) |
| Nejhorší film                                      | Někdo to rád blond (Columbia/Revolution)                                                                                                 |
| Nejhorší herec                                     | George W. Bush ve filmu Fahrenheit 9/11                                                                                                  |
| Nejhorší herec                                     | Ben Affleck ve filmech Táta na plný úvazek a Přežít Vánoce                                                                               |
| Nejhorší herec                                     | Vin Diesel ve filmu Riddick: Kronika temna                                                                                               |
| Nejhorší herec                                     | Colin Farrell ve filmu Alexander Veliký                                                                                                  |
| Nejhorší herec                                     | Ben Stiller ve filmech Riskni to s Polly, Zprávař: Příběh Rona Burgundyho, Vybíjená: Běž do toho na plný koule, Závist a Starsky & Hutch |
| Nejhorší herečka                                   | Halle Berryová ve filmu Catwoman |
| Nejhorší herečka                                   | Hilary Duff ve filmech Moderní popelka a Nikdy to nevzdávej!                                                                             |
| Nejhorší herečka                                   | Angelina Jolie ve filmech Alexander Veliký a Zloděj životů                                                                               |
| Nejhorší herečka                                   | Mary-Kate & Ashley Olsenovy ve filmu Jeden den v New Yorku                                                                               |
| Nejhorší herečka                                   | Shawn & Marlon Wayans („sestry“ Wayansovy) ve filmu Někdo to rád blond                                                                   |
| Nejhorší herec ve vedlejší roli                    | Donald Rumsfeld ve filmu Fahrenheit 9/11                                                                                                 |
| Nejhorší herec ve vedlejší roli                    | Val Kilmer ve filmu Alexander Veliký |
| Nejhorší herec ve vedlejší roli                    | Arnold Schwarzenegger ve filmu Cesta kolem světa za 80 dní                                                                               |
| Nejhorší herec ve vedlejší roli                    | Jon Voight ve filmu Supersmradi - Malí Géniové 2                                                                                         |
| Nejhorší herec ve vedlejší roli                    | Lambert Wilson ve filmu Catwoman |
| Nejhorší herečka ve vedlejší roli                  | Britney Spears ve filmu Fahrenheit 9/11                                                                                                  |
| Nejhorší herečka ve vedlejší roli                  | Carmen Electra ve filmu Starsky & Hutch                                                                                                  |
| Nejhorší herečka ve vedlejší roli                  | Jennifer Lopez ve filmu Táta na plný úvazek                                                                                              |
| Nejhorší herečka ve vedlejší roli                  | Condoleezza Rice ve filmu Fahrenheit 9/11                                                                                                |
| Nejhorší herečka ve vedlejší roli                  | Sharon Stone ve filmu Catwoman |
| Nejhorší pár na plátně                             | George W. Bush & Condoleezza Rice nebo jeho kniha The Pet Goat ve filmu Fahrenheit 9/11                                                  |
| Nejhorší pár na plátně                             | Ben Affleck & Jennifer Lopez nebo Liv Tyler ve filmu Táta na plný úvazek                                                                 |
| Nejhorší pár na plátně                             | Halle Berryová & Benjamin Bratt nebo Sharon Stone ve filmu Catwoman                                                                      |
| Nejhorší pár na plátně                             | Mary-Kate & Ashley Olsen ve filmu Jeden den v New Yorku                                                                                  |
| Nejhorší pár na plátně                             | The bratři Wayanovi ve filmu Někdo to rád blond                                                                                          |
| Nejhorší prequel, remake, rip-off nebo pokračování | Scooby-Doo 2: Nespoutané příšery (Warner Bros.)                                                                                          |
| Nejhorší prequel, remake, rip-off nebo pokračování | Vetřelec vs. Predátor (20th Century Fox)                                                                                                 |
| Nejhorší prequel, remake, rip-off nebo pokračování | Anakonda: Honba za krvavou orchidejí (Screen Gems)                                                                                       |
| Nejhorší prequel, remake, rip-off nebo pokračování | Cesta kolem světa za 80 dní (Disney) |
| Nejhorší prequel, remake, rip-off nebo pokračování | Vymítač ďábla: Zrození (Warner Bros.) |
| Nejhorší režie                                     | Pitof za film Catwoman |
| Nejhorší režie                                     | Bob Clark za film Supersmradi - Malí Géniové 2                                                                                           |
| Nejhorší režie                                     | Renny Harlin a Paul Schrader za film Vymítač ďábla: Zrození                                                                              |
| Nejhorší režie                                     | Oliver Stone za film Alexander Veliký |
| Nejhorší režie                                     | Keenan Ivory Wayans za film Někdo to rád blond                                                                                           |
| Nejhorší scénář                                    | Catwoman, scénář John Brancato & Michael Ferris a John Rogers, příběh Theresa Rebeck a Brancato & Ferris                                 |
| Nejhorší scénář                                    | Alexander Veliký, napsali Oliver Stone, Christopher Kyle a Laeta Kalogridis                                                              |
| Nejhorší scénář                                    | Supersmradi - Malí Géniové 2, příběh Steven Paul, scénář Gregory Poppen                                                                  |
| Nejhorší scénář                                    | Přežít Vánoce, scénář Deborah Kaplan, Harry Elfont, Jeffrey Ventimilia a Joshua Sternin                                                  |
| Nejhorší scénář                                    | Někdo to rád blond, scénář Keenen Ivory, Shawn, Marlon Wayans, Andy McElfresh, Michael Anthony Snowden a Xavier Cook                     |

### Speciální ceny "Nejhorší z prvních 25 let"
| Kategorie                            | Příjemce                                                 |
| ------------------------------------ | -------------------------------------------------------- |
| Největší loser za prvních 25 let     | Arnold Schwarzenegger (8 nominací, včetně 1 v roce 2004) |
| Největší loser za prvních 25 let     | Kim Basinger (7 nominací)                                |
| Největší loser za prvních 25 let     | Angelina Jolie (7 nominací, včetně 2 v roce 2004)        |
| Největší loser za prvních 25 let     | Ryan O'Neal (6 nominací)                                 |
| Největší loser za prvních 25 let     | Keanu Reeves (7 nominací)                                |
| Nejhorší "drama" za prvních 25 let   | Bojiště Země (Warner Bros.) (2000)                       |
| Nejhorší "drama" za prvních 25 let   | The Lonely Lady (Universal) (1983)                       |
| Nejhorší "drama" za prvních 25 let   | Drahá maminko (Paramount) (1981)                         |
| Nejhorší "drama" za prvních 25 let   | Showgirls (MGM/UA) (1995)                                |
| Nejhorší "drama" za prvních 25 let   | Trosečníci (Screen Gems) (2002)                          |
| Nejhorší "komedie" za prvních 25 let | Láska s rizikem] (Columbia/Revolution Studios) (2003)    |
| Nejhorší "komedie" za prvních 25 let | Pluto Nash (Warner Bros.) (2003)                         |
| Nejhorší "komedie" za prvních 25 let | Kocour (Universal/DreamWorks) (2003)                     |
| Nejhorší "komedie" za prvních 25 let | Freddyho úlet (20th Century Fox) (2001)                  |
| Nejhorší "komedie" za prvních 25 let | Leonard Part 6 (Columbia) (1987)                         |
| Nejhorší "muzikál" za prvních 25 let | Láska mezi superstar (20th Century Fox) (2003)           |
| Nejhorší "muzikál" za prvních 25 let | Can't Stop the Music (AFD) (1980)                        |
| Nejhorší "muzikál" za prvních 25 let | Stát se hvězdou (Columbia/20th Century Fox) (2001)       |
| Nejhorší "muzikál" za prvních 25 let | Kočičí zlato (20th Century Fox) (1984)                   |
| Nejhorší "muzikál" za prvních 25 let | Spice World (Columbia) (1998)                            |
| Nejhorší "muzikál" za prvních 25 let | Xanadu (Universal) (1980)                                |